# Trupanea lipochaetae
Trupanea lipochaetae är en tvåvingeart som beskrevs av Hardy 1980. Trupanea lipochaetae ingår i släktet Trupanea och familjen borrflugor. Inga underarter finns listade i Catalogue of Life.